# Bahía de la Paz
La bahía de la Paz es una bahía ubicada sobre la costa del Golfo de California, la misma se encuentra en el estado de Baja California Sur, México. La bahía esta sobre la costa este en el sur de la península de Baja California, a 210 kilómetros al sur de Ciudad Constitución, en el municipio de Comondú y a 202 km al norte de Cabo San Lucas, municipio de Los Cabos, Se encuentra a 81 km al norte del pueblo de Todos Santos. 
Sus coordenadas geográficas son 24°08′32″ N y paralelo 110°18′ 39″O.

## Descripción
La bahía de la Paz se abre hacia el este, en cuya boca se encuentran la Isla Espíritu Santo y la Isla Partida, en su extremo sur se encuentra el puerto de la ciudad de La Paz, capital del estado de Baja California Sur.
En la bahía existen una serie de canales con una profundidad de 5 metros que permiten la navegación de barcos. Estos canales comunican a la bahía con la ciudad de La Paz.